# Tchécoslovaquie aux Jeux olympiques d'été de 1936
La Tchécoslovaquie est représentée aux Jeux olympiques de 1936, à Berlin, par une forte délégation de 189 athlètes comprenant 175 hommes et 14 femmes. Elle remporte 8 médailles dont 3 en or et 5 en argent, obtenues principalement en  Canoë-kayak  et en Lutte.  Ce qui vaut à la Tchécoslovaquie d’occuper le 12e rang dans le tableau des médailles final.

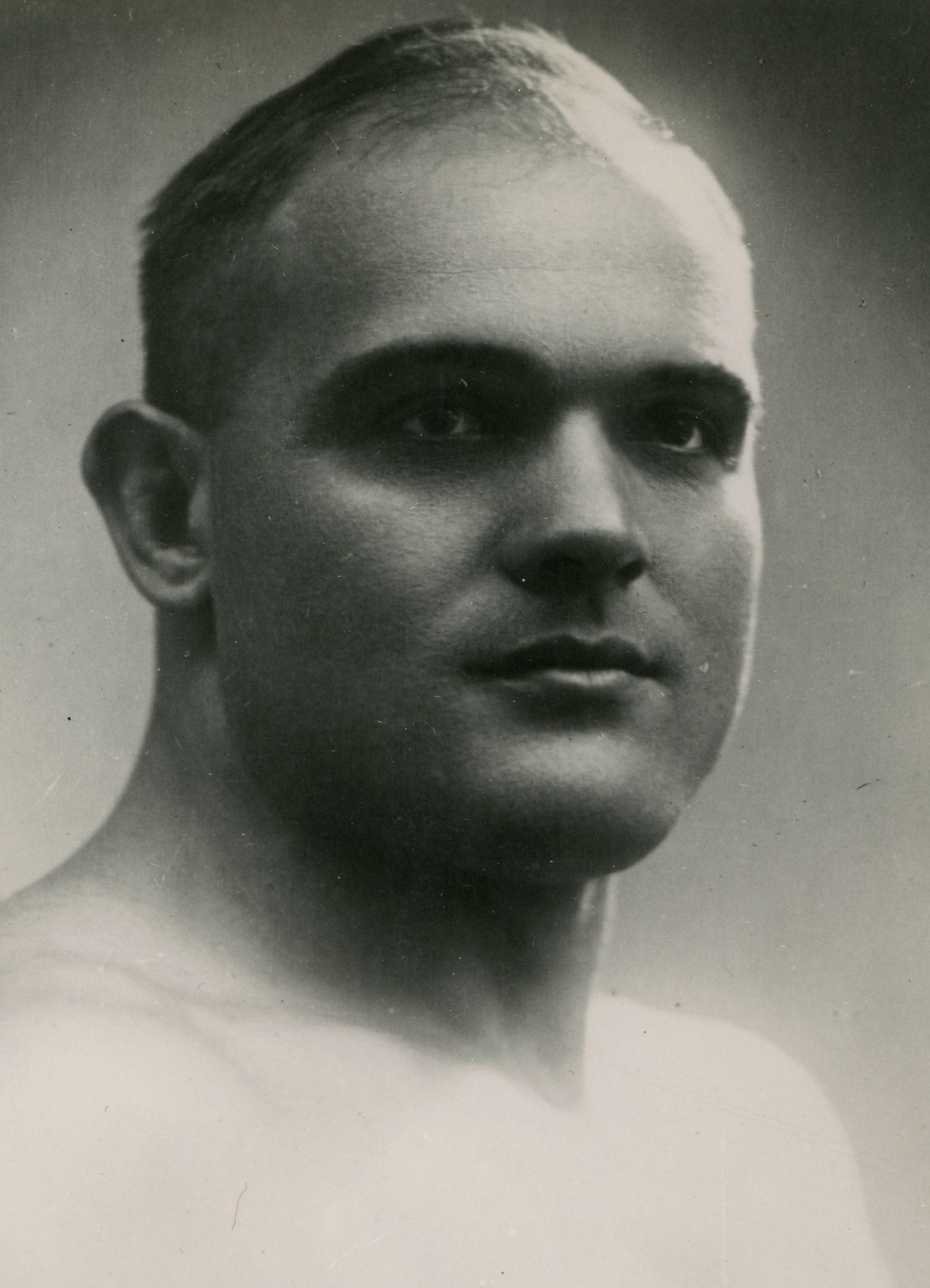
Josef Klapuch médaillé de bronze en lutte libre (photo de 1937).

## Médailles
| Médaille                           | Nom | Sport         | Compétition                                  |
| ---------------------------------- | --- | ------------- | -------------------------------------------- |
| Médaille d'or, Jeux olympiques     | Vladimír Syrovátka, Jan Brzák-Felix                                                                                                   | Canoë-kayak   | 1 000 mètres canoë biplace hommes            |
| Médaille d'or, Jeux olympiques     | Vaclav Mottl, Zdenek Skrlant | Canoë-kayak   | 10 000 mètres canoë biplace hommes           |
| Médaille d'or, Jeux olympiques     | Alois Hudec | Gymanastique  | Anneaux                                      |
| Médaille d'argent, Jeux olympiques | Bohuslav Karlik | Canoë-kayak   | 1 000 mètres canoë monoplace hommes          |
| Médaille d'argent, Jeux olympiques | Vlasta Foltová Vlasta Děkanová Zdeňka Veřmiřovská Matylda Pálfyová Anna Hrebrinova Bozena Dobesová Marie Vetrovská Jaroslava Bajerová | Gymanastique  | Concours général par équipes femmes          |
| Médaille d'argent, Jeux olympiques | Václav Pšenička | Haltérophilie | Poids lourd (plus 82.5 kg)                   |
| Médaille d'argent, Jeux olympiques | Jozef Herda | Lutte         | Lutte gréco-romaine Poids légers, 61 - 66 kg |
| Médaille d'argent, Jeux olympiques | Josef Klapuch | Lutte         | Lutte libre Poids lourds, +87 kg             |

## Sources
- (en) Bilan complet sur le site olympedia.org
- (en) Tchécoslovaquie aux Jeux olympiques d'été de 1936 sur SR/Olympic sports